# Шандор Пул
Шандор Пул (на унгарски: Puhl Sándor) е унгарски футболен съдия. Роден е в Мишколц на 14 юли 1955 г.
Той е главен съдия на финала на Световното първенство по футбол в САЩ (1994), където се срещат отборите на Бразилия и Италия. Ръководи също финала на Шампионска лига на УЕФА (1997) между „Борусия“ (Дортмунд) и „Ювентус“ (Торино).
Печели 4 пъти подред приза „Най-добър съдия на годината“ (1994 – 1997).
След края на кариерата си като рефер става член на Унгарската асоциация на съдиите на УЕФА.